# Divorcing
Divorcing é um romance autobiográfico, e único romance, escrito pela escritora hungaro-americana Susan Taubes. Tratou de temas como misoginia, imigração, guerra, traumas geracionais e psicanálise.

## Enredo
Originalmente chamado To America e Back in a Coffin, sonho e realidade se sobrepõem em Divorcing, um livro em que o divórcio não é apenas uma questão de um casamento desfeito, mas nomeia uma fenda que atravessa os mundos interior e exterior de sua brilhante mas desesperada protagonista. O romance ambientado entre os Estados Unidos, Paris e Budapeste antes da Segunda Guerra Mundial, é narrado por Sophie Blind uma mulher que aparentemente está morta após ser decapitada por um táxi que passava em uma rua de Paris bem no começo do livro. 
"Aconteceu tão de repente, e além disso minha mente estava em outra coisa na hora. Mas é bem certo que estou morta. Está no jornal." 
No resto da história Sophie revisita seu passado, por meio de um estilo não linear narrando episódios fragmentados, avanços e recuos — para descobrir no seu casamento com Ezra Blind, e no dos seus pais, um processo de anulação de si própria e de crescente atração pela morte, somente interrompido pelo interesse na escrita. 

## Públicação e Recepção
Publicado em 1969, imediatamente recebeu uma crítica condescendente no jornal The New York Times que se referiu a ela como "lady novelist". Sua melhor amiga Susan Sontag, que identificou seu corpo, especulou que o suicídio de Taubes foi, em parte, uma resposta às duras e misóginas críticas ao seu romance de estreia. 